# M2 (missile)
L'M2 era un missile balistico lanciato da sottomarini (SLBM) a raggio intermedio, o con la notazione francese MSBS, per Mer-Sol Balistique Stratégique (mare-terra balistico strategico).
L'M2 era in dotazione alla FOST (Force océanique stratégique française) come deterrente nucleare a bordo dei sottomarini SNLE della Classe Le Redoutable dalla Marine nationale.
L'M2 (con la testata nucleare MR 41) sono entrati in servizio in sostituzione dei precedenti missili M1, sono stati rimpiazzati dai missili M20.